# 아라나미 쇼
아라나미 쇼(일본어: 荒波 翔, 1986년 1월 25일 ~ )는 일본의 프로 야구 선수이며, 현재 센트럴 리그인 요코하마 DeNA 베이스타스의 소속 선수(외야수)이다.

## 인물

### 프로 입단 전
중학교 시절에는 유격수 겸 투수로서 활약하여 시니어팀에서는 주장을 맡아 전국 대회에서 우승을 이끈 적도 있었다. 그 후 요코하마 고등학교에 진학하면서 고교 동창으로는 나루세 요시히사가 있다. 1학년 때부터 주전으로서 활약을 했고 1학년 때 하계 고시엔 대회에 출전하여 1번·중견수로 선발 출전해 팀은 4강에 진출했다. 3학년 때 춘계 선발 대회의 2차전인 메이토쿠기주쿠 고등학교전에서 자신이 친 타구에 의해 부상을 입으면서 이후의 경기에서는 출전할 수 없었다. 팀은 준우승을 차지했고 여름에 있은 가나가와 현대회에서도 준우승을 차지했다.
요코하마 고등학교를 졸업한 후 도카이 대학에 진학해 1학년 춘계 시즌부터 주전을 차지하여 수위타자가 되었지만 2학년 춘계 시즌에 오른쪽 무릎 인대가 끊어지는 부상을 당했다. 3학년 때인 춘계 시즌에 복귀하여 리그 2위에 해당되는 타율 3할 7푼 5리를 기록하여 대학 일본 대표팀에도 발탁되었다. 세계 대학 야구 선수권 대회에서 4할 대가 넘는 타율을 기록하여 대회 우수 선수로 선정되었고 4학년 때 전일본 대학야구 선수권에서 팀은 준우승을 차지하였다. 수도 대학 리그 통산 67경기에 출전하여 239타수 72안타, 타율 3할 1리, 홈런 4개, 33타점을 기록했고 베스트 나인에 2차례나 선정되었다.
대학 졸업 후 토요타 자동차에 입사하면서 회사 내에 있는 사회인 야구팀에 입단, JABA 아이치 현 야구 연맹 회장배 쟁탈 야구 대회에서 최우수 선수상을 수상했고 1번·중견수의 정위치를 확보하면서 사회인 일본 선수권 대회에서는 5할 대의 타율로 맹타상을 3회, 출루율 5할 2푼 2리, 장타율 7할 7푼 3리를 기록하여 팀의 우승에 기여했다. 그러나 2년차에는 뚜렷한 활약을 보여주지는 못했다.
2010년 10월 28일 프로 야구 드래프트 회의에서는 요코하마 베이스타스로부터 3순위 지명을 받았고 11월 26일에 계약금 6,000만 엔과 연봉 1,200만 엔으로 계약을 맺었다.

### 프로 입단 후

#### 2011년
시즌 종반인 9월 11일에는 1군에 첫 출전했고 같은 날에 프로 데뷔 첫 안타를 때려냈다. 최종적으로는 28경기에 출전하여 86타수 22안타, 1타점, 2할 5푼 6리의 타율을 기록했다.

#### 2012년
그 해 ‘기동력 야구’를 내건 팀의 해결사로서 7번·중견수로서 개막전 선발로 출전했다. 가지타니 다카유키의 부진도 있어 4월 후반부터 1번 타자로 발탁되었는데 1년 동안 1군 등록이 말소된 일은 한 번도 없었고 팀내 1위인 141경기에 출전했다. 준족을 살린 수비 범위의 넓이로 탁월한 수비 플레이를 보여주는 등 데뷔 후 처음으로 골든 글러브상을 수상했다. 타격면에서 한때는 수위타자를 노릴 정도의 호조를 보였지만 그 후에는 타격 밸런스가 무너지면서 뚜렷한 활약을 보여주지는 못했다.

## 에피소드
큰아버지는 논픽션 작가인 군지 사다노리이다.

## 상세 정보

### 출신 학교
- 요코하마 고등학교
- 도카이 대학

### 선수 경력
사회인 시대
- 토요타 자동차

프로팀 경력
- 요코하마 베이스타스·요코하마 DeNA 베이스타스(2011년 ~ )

### 수상·타이틀 경력
- 골든 글러브상 : 2회(2012년, 2013년)

### 개인 기록
- 첫 출장·첫 선발 출장 : 2011년 9월 11일, 대 주니치 드래곤스 22차전(나고야 돔), 2번·중견수로서 선발 출장
- 첫 타석 : 상동, 1회초에 멕시모 넬슨에게서 삼진
- 첫 안타 : 상동, 4회초에 멕시모 넬슨으로부터 중전 안타
- 첫 도루 : 2011년 10월 4일, 대 요미우리 자이언츠 21차전(도쿄 돔), 8회초에 2루 안착(투수 : 오치 다이스케, 포수 : 아베 신노스케)
- 첫 타점 : 2011년 10월 19일, 대 한신 타이거스 22차전(한신 고시엔 구장), 6회초에 이와타 미노루로부터 우익선상 적시 2루타
- 첫 홈런 : 2012년 9월 25일, 대 주니치 드래곤스 20차전(나고야 돔), 3회초에 이와타 신지로부터 우월 솔로 홈런

### 등번호
- 4(2011년 ~ )

### 연도별 타격 성적
| 연 도      | 소 속         | 경 기 | 타 석 | 타 수 | 득 점 | 안 타 | 2 루 타 | 3 루 타 | 홈 런 | 루 타 | 타 점 | 도 루 | 도 루 자 | 희 생 번 | 희 생 플 | 볼 넷 | 고 4 | 사 구 | 삼 진 | 병 살 타 | 타 율 | 출 루 율 | 장 타 율 | O P S |
| ---------- | ------------- | ----- | ----- | ----- | ----- | ----- | ------- | ------- | ----- | ----- | ----- | ----- | -------- | -------- | -------- | ----- | ---- | ----- | ----- | -------- | ----- | -------- | -------- | ----- |
| 2011년     | 요코하마 DeNA | 28    | 92    | 86    | 11    | 22    | 1       | 1       | 0     | 25    | 1     | 6     | 1        | 5        | 0        | 1     | 0    | 0     | 23    | 0        | .256  | .264     | .291     | .555  |
| 2012년     | 요코하마 DeNA | 141   | 550   | 504   | 53    | 135   | 16      | 7       | 1     | 168   | 25    | 24    | 12       | 16       | 2        | 23    | 2    | 5     | 90    | 2        | .268  | .305     | .333     | .638  |
| 2013년     | 요코하마 DeNA | 126   | 490   | 445   | 65    | 115   | 23      | 3       | 2     | 150   | 30    | 19    | 9        | 4        | 2        | 37    | 2    | 2     | 96    | 9        | .258  | .317     | .337     | .654  |
| 통산 : 3년 | 통산 : 3년    | 295   | 1132  | 1035  | 129   | 272   | 40      | 11      | 3     | 343   | 56    | 49    | 22       | 25       | 4        | 61    | 4    | 7     | 209   | 11       | .263  | .307     | .331     | .638  |

- 2013년 기준, 굵은 글씨는 시즌 최고 성적.
- 요코하마(요코하마 베이스타스)는 2012년에 DeNA(요코하마 DeNA 베이스타스)로 구단명을 변경.

### 연도별 수비 성적
| 연도 | 외야 | 외야 | 외야 | 외야 | 외야 | 외야   |
| 연도 | 경기 | 척살 | 보살 | 실책 | 병살 | 수비율 |
| ---- | ---- | ---- | ---- | ---- | ---- | ------ |
| 2011 | 26   | 47   | 0    | 0    | 0    | 1.000  |
| 2012 | 136  | 314  | 10   | 4    | 2    | .988   |
| 2013 | 124  | 259  | 16   | 0    | 4    | 1.000  |
| 통산 | 286  | 620  | 26   | 4    | 6    | .994   |

- 2013년 기준, 굵은 글씨는 시즌 최고 성적.